# Dragan Zelenović
Dragan Zelenović és un serbi de Bòsnia condemnat per crims de guerra pel Tribunal Penal Internacional per a l'antiga Iugoslàvia (ICTY). Va néixer a la ciutat de Foča el 12 de febrer de 1961, ciutat en què durant la Guerra de Bòsnia va exercir de policia militar serbi de facto. Després que el ICTY l'acusés de diferents crims comesos entre l'abril i el juliol de 1992, va ser detingut per agents russos l'agost de 2005. El 4 d'abril de 2007 va ser condemnat a 15 anys de presó per haver violat i torturat a nou dones musulmanes El 27 de febrer de 2008 va ser traslladat a Bèlgica per a complir la seva condemna.